# De bruid (gedicht)
De bruid is het bekendste gedicht van de Nederlandse dichter Jan Prins (1876-1948). Het verscheen in zijn eerste poëziebundel Tochten, in 1911. In dit gedicht wordt Nederland (Holland) allegorisch vergeleken met een bruid, waarbij de lentezon de bruidegom is. De laatste twee strofen zijn in de twintigste eeuw aan generaties Nederlanders op school bijgebracht: De bruigom is de lentezon En Holland is de bruid.
De volledige tekst van het gedicht luidt als volgt
De bruid
De lucht, over de jonge dag,
Was helderder dan ooit.
Iets ongewoon-verblijdends lag
In weide en veld gestrooid.
De torenklok zong, wat ze kon,
De vlaggen staken uit:
De bruigom was de lentezon
En Holland was de bruid.
Ze was des morgens opgestaan,
Een ranke, frisse meid.
Ze deed haar gazen sluier aan
van dunne dauwigheid.
Ze stak zich van de perenboom
De bloesem in het haar,
Die witter dan een winterdroom
Is, – wonder, wonderbaar.
Ze deed een gladde gordel om
Van zilverig allooi,
Van zuivre waterglans, – wat glom
Die ronde gordel mooi!
Toen hechtte ze als een donzen vacht
Aan haar satijnen kleed
De schuimrand die de zee haar bracht.
Toen was de bruid gereed.
Een ooievaar trad op de deel,
Gewichtig, met zijn stok.
De merel was in zwart fluweel,
De zwaluw kwam in rok.
Toen keken, daar 't zó prachtig was
– En Holland is de bruid, –
De madeliefjes in het gras
Haar gouden oogjes uit.
De bruigom is een edel man,
De bruid is jong en sterk.
Daar komen schone kinders van
En blijdschap bij het werk.
De bruid, – waar zag men weker leest,
Een vriendelijker mond, –
De bruid, – die maakten zeewind meest
En ruimte zo gezond.
Nu komt ze met haar lief gezicht
De bruigom tegemoet.
Wat is de hemel wijd, – en licht,
Wat is het leven goed!
De wereld is een wonderbron
Van telkens nieuw geluid.
De bruigom is de lentezon
En Holland is de bruid.